# Driftwood (Teksas)
Driftwood – jednostka osadnicza w Stanach Zjednoczonych, w stanie Teksas, w hrabstwie Hays.